# دوروثيا فرانسيس بليك
دوروثيا فرانسيس بليك (1873-1948) وهي كانت عالمة أنثروبولوجيا وعلم اللغة ألمانية المولد في جنوب إفريقيا، اشتهرت بأبحاثها حول البوشمن (شعب السان) في جنوب إفريقيا. وعُرفت لاحقًا باسم دوروثي إف. بليك؛ ولدت في 26 مارس 1873، موبري، كيب تاون - توفيت في 27 يونيو 1948، نيولاندز، كيب تاون.

## المهنة
دوروثيا بليك كانت الابنة الخامسة لـ فيلهلم بليك، رائد علم اللغة الذي درس لغات وثقافات جنوب إفريقيا في أواخر القرن التاسع عشر. تم إنجاز جزء كبير من عمله بالشراكة مع أخت زوجته (خالة دوروثيا بليك، لوسي لويد). كان عمل دوروثيا بليك في معظمه استكمالًا لأبحاث والدها وخالتها، لكنها قدمت أيضًا العديد من المساهمات البارزة في هذا المجال. كان عملها الذي يُعد تتويجًا لمسيرتها، والذي نُشر بعد وفاتها، هو كتاب "قاموس البوشمن" الذي لا يزال يُشار إليه حتى اليوم.
لورنس فان دير بوست، الذي كان يفضل أن يعتبر نفسه "رجل بو‌شمن أبيض"، أشاد بكتابها "المانتس اند هيس هنتر" (إلى جانب "نماذج من فولكلور البوشمن" لوالدها وخالتها) باعتباره "نوعًا من كتاب مقدس للعصر الحجري". جاء هذا في مقدمة كتابه "قلب الصياد" (1961)، وهو تكملة لكتاب "العالم المفقود في كالاهاري"، الكتاب المستوحى من سلسلة بي بي سي التي لفت الأنظار الدولية إلى شعب البوشمن.
أُطغىت أبحاث دوروثيا بليك ونتائجها في أغلب الأحيان على عمل والدها. كما تعرضت لانتقادات لافتقادها التعاطف والحدس اللذين امتلكهما والدها وخالتها. وقد أدى هذا إلى سوء فهم كبير واعتقاد خاطئ بأنها كانت عنصرية.
على الرغم من الانتقادات التي وجهت إليها، يعتبر بحث بليك حول لغة وعادات فن الصخور خصوصًا في جنوب إفريقيا (جنوب إفريقيا حاليًا وتنزانيا وبوتسوانا وناميبيا) مساهمة حيوية في المعرفة العلمية بالمنطقة. كانت صورها وتسجيلاتها الصوتية مهمة خصوصًا للباحثين اللاحقين.